# Antonow A-11
A-11 – radziecki szybowiec wyczynowy zbudowany w biurze konstrukcyjnym Antonowa.

## Historia
Prototyp został zbudowany i oblatany w 1957 roku. Konstruktor starał się stworzyć maszynę przystosowaną do wykonywania lotów w różnych warunkach, dlatego też zdecydowano się na zastosowanie skomplikowanej mechanizacji skrzydła. W płacie były zamontowane zbiorniki na balast wodny. Istniała również możliwość zmniejszenia rozpiętości skrzydła dzięki czemu A-11 przekształcał się w szybowiec akrobacyjny A-13. Zbudowano ok. 200 egzemplarzy tej maszyny, radzieccy piloci ustanowili na nim kilka rekordów krajowych i międzynarodowych. Szybowiec został zastąpiony przez nowocześniejszy A-15.

## Konstrukcja
A-11 był szybowcem wyczynowym w układzie średniopłata o konstrukcji metalowej.
Kadłub o konstrukcji półskorupowej opartej na 18. wręgach. Kabina pilota osłonięta trójczęściową owiewką odrzucaną w sytuacji awaryjnej, wyposażona w regulowany fotel pilota, drążek i pedały. Zakończony usterzeniem motylkowym. Skrzydło dwuczęściowe o konstrukcji dwudźwigarowej, na całej długości posiadało profil R-IIIA. Krawędź natarcia i górna płaszczyzna o pokryciu metalowym wykonanym ze stopu D-16AT, dolna płaszczyzna była kryta płótnem. Wyposażone w hamulce aerodynamiczne, szczelinowe lotki oraz klapy. Podwozie jednotorowe z kółkiem chowanym w locie oraz stałą płozą ogonową.